# ورمنتویل (میشیگان)
ورمنتویل، میشیگان (به انگلیسی: Vermontville, Michigan) یک عوارض جغرافیایی در ایالات متحده آمریکا است که در شهرستان ایتون، میشیگان واقع شده‌است.

## خصوصیات
ورمنتویل ۳٫۲۹ کیلومترمربع مساحت و ۷۵۹ نفر جمعیت دارد و ۲۸۵ متر بالاتر از سطح دریا واقع شده‌است.